# BMW M67
| M67                            | M67                                               |
| ------------------------------ | ------------------------------------------------- |
|                                |                                                   |
| Виробник:                      | BMW                                               |
| Марка:                         | M67                                               |
| Тип:                           | 90° V8                                            |
| Робочий об'єм:                 | - 4,0 л (3,901 куб.см) - 4,4 л (4,423 куб.см) см3 |
| Максимальна потужність:        | 235–326 к.с. (175–243 кВт )                       |
| Максимальний обертовий момент: | 560–750 Н⋅м (413–553 фунт⋅футів) Н·м              |
| Циліндрів:                     | 8                                                 |
| Клапанів:                      | 32                                                |
| Хід поршня:                    | - 88 мм (3.46 дюйма) мм                           |
| Діаметр циліндра:              | - 84 мм (3.3 дюйма) - 87 мм (3.43 дюйма) мм       |
| Система живлення:              | Common Rail Пряме впорскування                    |
| Охолодження:                   | Рідинне охолодження                               |
| Газорозподільний механізм:     | DOHC                                              |
| Матеріал блоку циліндрів:      | - (4.0) Чавун - (4.5) Алюміній                    |
| Червона зона:                  | 4700 об/хв                                        |
| Рекомендоване паливо:          | Дизельне паливо                                   |

BMW M67 — колишній автомобільний дизельний двигун, який використовувався в BMW 7 серії. Вперше був представлений в 1998 році та використовувався до 2009 року. Являє собою турбодизельний двигун з конфігурацією V8 із загальною магістральною рампою, який використовує подвійні верхні розподільні вали та 32 клапани. Це було перше застосування дизельного двигуна V8 з подвійним турбонаддувом і проміжним охолодженням в автомобілях класу люкс. 4,0-літрова версія в "3-4 L" категорії виграла "Міжнародний двигун року" в 1999 році та знову у 2000 році. На зміну йому прийшов 6-циліндровий двигун N57.

## Резюме
| Двигун   | Переміщення                    | Потужність                         | Крутний момент                             | Рік      |
| -------- | ------------------------------ | ---------------------------------- | ------------------------------------------ | -------- |
| M67D40   | 3,9 л; 238,1 дюйм3 (3 901 см3) | 175 кВт (235 к. с.) при 4000 об/хв | 560 Н⋅м (413 фунт⋅фут) при 2000 об/хв      | 1999 рік |
| M67D40   | 3,9 л; 238,1 дюйм3 (3 901 см3) | 180 кВт (241 к. с.) при 4000 об/хв | 560 Н⋅м (413 фунт⋅фут) при 1750-2500 об/хв | 2000 рік |
| M67TUD40 | 3,9 л; 238,1 дюйм3 (3 901 см3) | 190 кВт (255 к. с.) при 4000 об/хв | 600 Н⋅м (443 фунт⋅фут) при 1900-2500 об/хв | 2002 рік |
| M67D44   | 4,4 л; 269,9 дюйм3 (4 423 см3) | 220 кВт (295 к. с.) при 4000 об/хв | 700 Н⋅м (516 фунт⋅фут) при 1750-2500 об/хв | 2005 рік |
| M67TUD44 | 4,4 л; 269,9 дюйм3 (4 423 см3) | 242 кВт (325 к. с.) при 3800 об/хв | 750 Н⋅м (553 фунт⋅фут) при 1900-2500 об/хв | 2006 рік |

## M67D40
M67D40 був представлений у 1998 році.
Застосування:
- 175 кВт (235 к. с.) at 4000 rpm, 560 Н⋅м (413 фунт⋅фут) at 2000 rpm, with a 4700 rpm redline.
  - 1998-2000 E38 740d
- 180 кВт (241 к. с.) at 4000 rpm, 560 Н⋅м (413 фунт⋅фут) at 1750-2500 rpm, with a 4700 rpm redline.
  - 1999 Z9 concept
  - 2000-2001 E38 740d

## M67TUD40

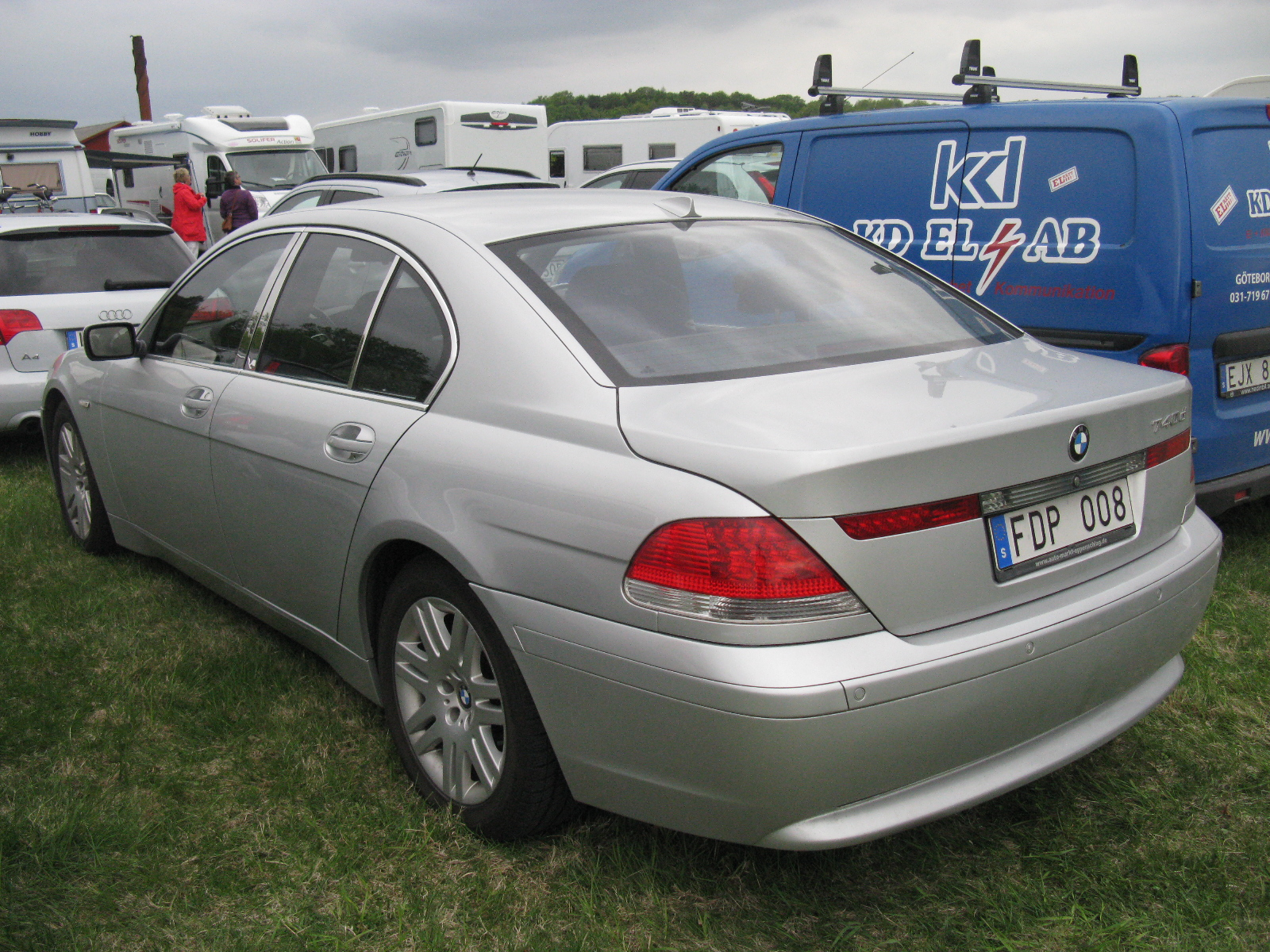
BMW E65 740d 2002-2005 років використовував M67TUD40

M67TUD40 був представлений у 2002 році. M67TUD40 також відомий як M67TUD39.
Застосування:
- 190 кВт (255 к. с.) at 4000 rpm, 600 Н⋅м (443 фунт⋅фут) at 1900-2500 rpm, with a 4700 rpm redline.
  - 2002-2005 E65 740d.
  - 2004 Siemens DuoCombino tram

## M67D44

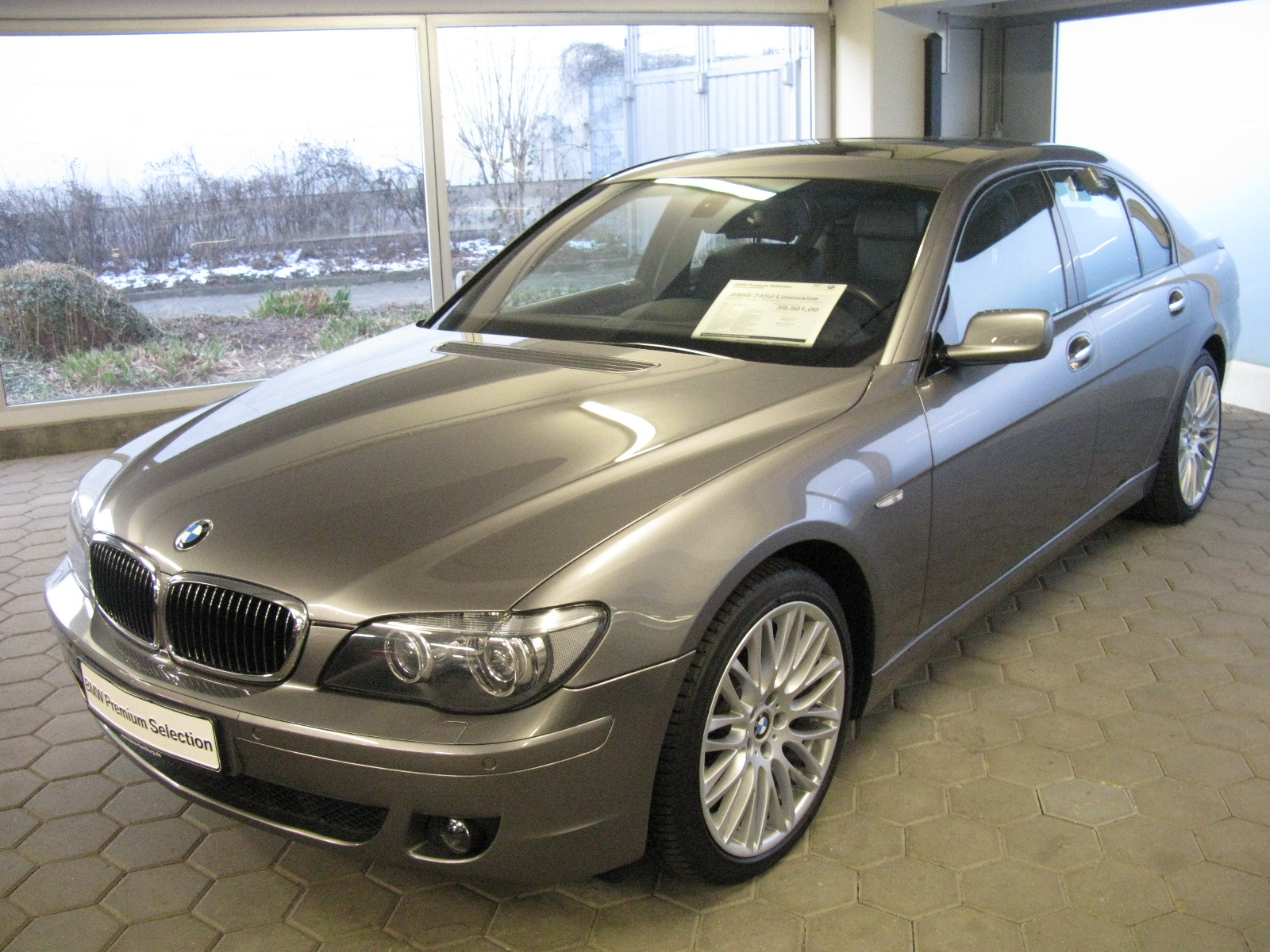
BMW E65 745d 2005-2009 років використовував M67D44 і M67TUD44

M67D44 був представлений у 2005 році.
Застосування:
- 221 кВт (296 к. с.) at 4000 rpm, 700 Н⋅м (516 фунт⋅фут) at 1750-2500 rpm, with a 4700 rpm redline.
  - 2005-2006 E65 LCI (фейсліфт) 745d.

## M67TUD44
M67TUD44 був представлений у 2006 році
Застосування:
243 кВт (326 к. с.) при 4000 обертів, 750 Н⋅м (553 фунт⋅фут) при 1900-2500 об / хв, з 4700 частота обертів червона лінія.
- - 2006-2009 E65 LCI (фейсліфт) 745d.